# Salinitat

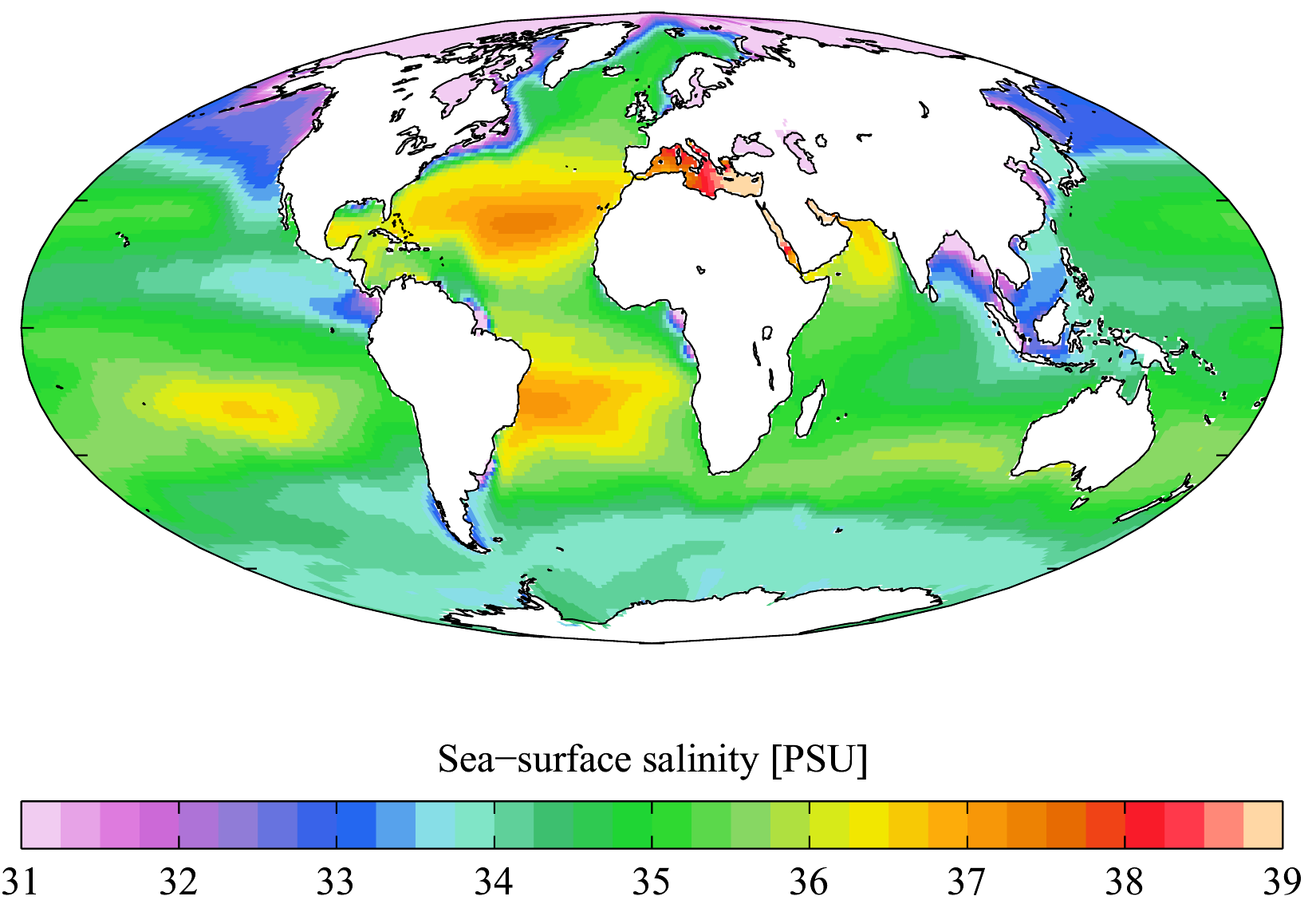
Salinitat mitjana anual de la zona superficial dels oceans del món.

La salinitat és el contingut de sals dissoltes en algun líquid, particularment, en l'aigua. En un sentit tècnic, es parla de salinitat referint-se al contingut de sals dissoltes en l'aigua intersticial dels sòls o bé al contingut de sals solubles en els sòls (vegeu salinització). En oceanografia, el terme salinitat és una magnitud que es refereix a la quantitat de sals dissoltes en l'aigua de mar. Aquesta magnitud, junt amb la temperatura, determina la densitat de l'aigua tradicionalment emprada per a calcular la magnitud dels corrents marins.
Tradicionalment, es definia la salinitat com el contingut de sals dissoltes expressat en g/kg o bé en parts per mil (‰). Des del S. XVIII es coneix que un kilogram d'aigua de mar té al voltant de 35 g de sals dissoltes. També se sap que els components principals de la sal dissolta en l'aigua de mar, el clorur i el sodi. mantenen una proporció constant entre ells i amb la resta dels elements més abundants.
Des de fa molt de temps se sap que evaporar l'aigua i pesar el residu sòlid no és un mètode adequat per a la determinació del contingut de sals en l'aigua de mar. En canvi, la concentració dels halurs, és a dir, clorur més bromur i iodur (denominada clorinitat quan és expressada en g de clor per kg d'aigua) ha estat emprada per a determinar la salinitat de l'aigua de mar.
Des de primers del S. XX, la salinitat ha estat determinada per comparació entre la clorinitat d'una mostra d'aigua de mar i la clorinitat d'una aigua de mar artificial amb clorinitat i salinitat determinades o estàndard denominat "aigua de Copenhaguen". La relació entre la conductivitat de la mostra d'aigua de mar i la de l'aigua estàndard també ha estat emprada per a determinar la salinitat.
L'any 1978 un Grup d'experts va redefinir la salinitat en una Escala Pràctica de Salinitat com a relació de conductivitats entre una mostra d'aigua de mar i una solució estàndard de KCl. Tot i que l'escala de salinitat quedava fixada en unitats pràctiques de salinitat (UPS o Practical salinity scale,PSS, en anglès) els oceanògrafs químics mantenien que, tractant-se d'una relació de conductivitats, no podia tenir unitats. Les unitats pràctiques de salinitat s'ha definit com la relació de la de la mostra d'aigua marina amb una solució estàndard de KCl. Encara que la UPs és una quantitat sense dimensions, la "unitat" normalment s'anomena PSU.
Ara, el mateix Grup d'experts proposa una modificació significativa de la definició de salinitat i de la seva escala que permeti calcular, mitjançant algoritmes encara no desenvolupats, les propietats termodinàmiques (densitat, entropia, entalpia, calor específica, etc.) de l'aigua de mar. Per a poder arribar a aquesta precisió, cal passar de la definició basada en la relació de conductivitats expressada en UPS (que és una funció de la conductivitat elèctrica, temperatura i pressió) a l'escala de salinitat absoluta (SA) definida com la massa de material dissolt per unitat de massa d'aigua de mar. La salinitat absoluta, a diferència de la salinitat pràctica, té un comportament dit conservatiu, és a dir que no canvia quan es produeix la barreja turbulenta d'aigües diferents.

## Sòls salins
La salinització dels sòls és el procés d'acumulació en el sòl de sals solubles en aigua. Pot donar-se de manera natural, quan es tracta de terres baixes i planes que són periòdicament inundades per rius o afluents; o també si el nivell de les aigües subterrànies és poc profund i l'aigua que ascendeix per capil·laritat conté sals dissoltes. La causa de la salinització del sòl és una aportació de sals més gran que la descàrrega; normalment l'aigua amb sals dissoltes és la que aporta aquestes sals.
Es defineix sòl salí com un sòl amb excés de sals solubles.En general, la sal predominant és el clorur de sodi (NaCl), raó per la qual també s'anomena sòl salí-sòdic. Exemples de sòls salins naturals es troben en les costes marítimes on els terrenys s'inunden des del mar, on el vent arrossega gotes d'aigua salina terra endins i/o el flux subterrani del mar penetra en l'aqüífer intern. També en els deserts, hi ha sòls salins degut a l'alta evaporació de l'aigua.
Les sals poden trobar-se en diversos estats en el sòl: precipitades, en solució i/o adsorbides. L'equilibri entre aquests tres estats és molt variable i depèn de diversos factors com:
- Factors externs determinaran si el grau de sals precipitades és major que el de salts dissoltes, o viceversa.
- Durant el període sec disminueix el nombre de sals en solució del sòl.
- En canvi, durant el període humit, augmenta el nombre de sals precipitades en forma de cristalls o adsorbides.

La salinitat del sòl es mesura en termes de concentració c en grams de sals dissoltes per litre d'aigua del sòl (g/l), però també es pot mesurar com conductivitat elèctrica σ de la solució en dS/m. La conversió que s'utilitza típicament com aproximació és: σ = (5/3)·c
La relació varia una mica depenent de la composició del sòl i de les sals, però la desviació normalment és menys del 10%.
El problema no natural de la salinització es dona en els terrenys regats, ja que l'aigua de reg sempre conté una mica de salinitat i la concentració en el sòl augmenta contínuament per l'evapotranspiració. En agricultura, salinitat o salinització del sòl és la presència de quantitats excessives de sal. La terra pot tenir quantitats de sals superiors a les suportades pels conreus per dues raons principals:
- Sal present ja des de l'origen del sòl. Per exemple per l'evaporació d'una zona que era marítima en anteriors eres geològiques com és el cas de la conca del riu Ebre on a més pluviometria inferior a l'evaporació no elimina la sal.
- Terrenys salinitzat per acció humana. En totes les zones àrides i semiàrides i ja des de les antigues civilitzacions mesopotàmiques, s'han salinitzat terrenys quan s'ha regat amb la quantitat justa per les necessitats de les plantes o el drenatge era deficient. Totes les aigües de reg tenen una determinada concentració de sal i si no es prenen precaucions acaben acumulant-se en el terreny al llarg d'any de regar.

Una conseqüència de la salinització del sòl és la pèrdua de fertilitat, el que perjudica o impossibilita el cultiu agrícola. És comú frenar o revertir el procés mitjançant costosos "rentats" dels sòls per a lixiviar les sals, o bé, canviar el conreu a cultius que tolerin millor la salinitat.

## Efectes de la salinitat
Cada planta té una resistència determinada a la salinitat fins i tot algunes viuen només en ambients força salins que no suportaria cap altra i s'anomenen halòfites. Entre els conreus, habitualment els de tendència xeròfila també són els que suporten més salinitat aquest és el cas de la palmera datilera, el magraner i l'esparreguera i en sentit contrari es comporten els originaris de zones humides com la maduixera. Davant d'un contingut de sals en el terra superior a un determinat nivell i variable per a cada espècie, la planta acumula sal en el seu organisme que no pot excretar (excepte en algunes halòfiles) i disminueix el rendiment o acaba morint.
En els Països Catalans els sòls salins són molt comuns en totes les zones amb pluviometries inferiors als 500 litres anuals. Només en els regadius és possible eliminar gran parts de les sals de l'horitzó instaurant durant uns quants anys el conreus de l'arròs que inunda tot el terreny i fa percolar la sal. Cal també fer un sistema de drenatge que elimini la sal.
En el cas de plantes confinades en un test o contàiner el substrat (torba, fibra de coco, etc.) pot quedar salinitzat si drena malament i/o l'aigua té excessiva concentració de sal.

### Efectes de la salinitat en propietats químic-físiques de l'aigua
La quantitat de sals en solució afecta diversos processos físics importants, així com propietats importants de l'aigua i de substàncies dissoltes en aigua com ara: densitat, viscositat, tensió superficial, pressió osmòtica, punt de fusió, punt d'ebullició i solubilitat de gasos.

#### Densitat
Les masses d'aigua salada tendeixen a desenvolupar una estratificació termal amb més facilitat que les masses d'aigua dolça. Això és degut al fet que els canvis en densitat generats al llarg d'un gradient de temperatura són més pronunciats en aigua salada que en aigua dolça (Figura 1).

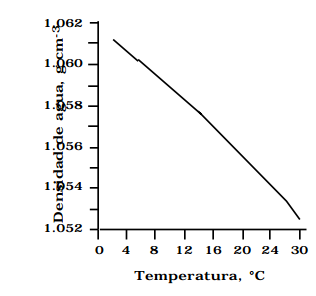
Figura 1: Efecte de canvis de temperatura en la densitat de l'aigua salobre (salinitat 7%)

D'altra banda, segons augmenta la concentració de sals dissoltes, disminueix la temperatura a la qual s'assoleixen la densitat màxima i el punt de congelació de l'aigua (Figura 2). Atès que les sals no poden acomodar dins l'estructura látice del gel, la seva presència tendeix a inhibir la congelació. Per aquest motiu, aigües amb una salinitat d'un 3,2% comencin a congelar a -1.74 °C. Segons l'aigua es comença a congelar s'exclouen les sals, de manera que l'aigua romanent en estat líquid presenta una salinitat gran i per tant, un punt de congelació menor. En conseqüència, no li podem assignar un punt de congelació fix a l'aigua de mar.
És important anotar que no hi ha un punt d'inflexió a 4 °C, temperatura a la qual s'observa la densitat màxima d'aigua dolça.

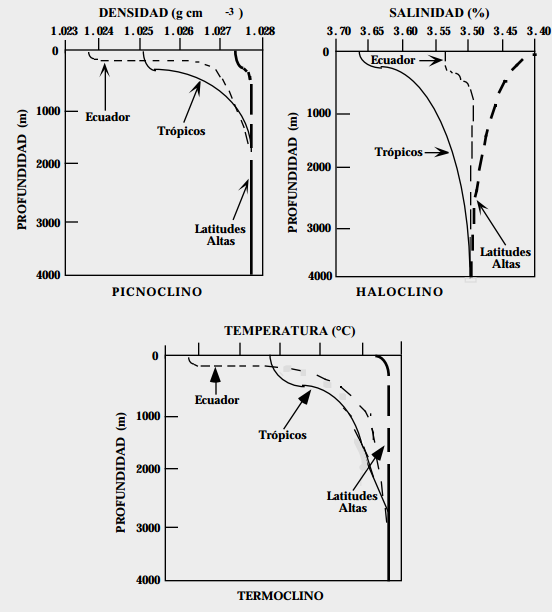
Figura 3. Perfils verticals de densitat, salinitat i temperatura en aigües oceàniques de diferents latituds.

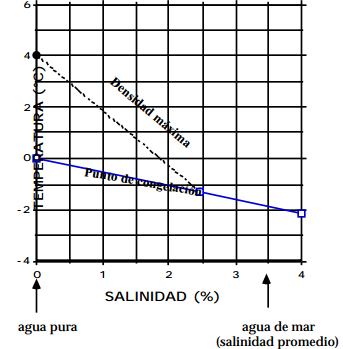
Figura 2: Efecte de la salinitat sobre el punt de congelació de l'aigua i sobre la temperatura a la qual l'aigua aconsegueix la seva major densitat.

En el cas de l'aigua de mar, l'alta concentració de les sals sembla prevenir l'expansió de volum que s'observa en aigua pura segons aquesta s'acosta al seu punt de congelació. I L'aigua de mar, amb una salinitat mitjana de 3,5% augmenta en densitat segons la temperatura disminueix fins que arriba al seu punt de congelació.
L'aigua de mar és, doncs, significativament més densa que l'aigua dolça, pel fet que les sals dissoltes incrementen la densitat de l'aigua. La diferència en densitat entre cossos d'aigua que presenten diferències substancials en salinitat és patent en aquelles àrees on aigua dolça, provinent d'un riu, entra a l'oceà. En aquestes àrees conegudes amb el nom d'estuaris, es forma una capa superficial d'aigua dolça que es barreja molt lentament amb l'aigua de mar. L'aigua salada, sent més densa, s'estén per sota del corrent d'aigua dolça, formant una falca d'aigua de mar. Aquesta falca es pot desplaçar corrent amunt en el riu, depenent de la morfometria de l'estuari, la velocitat i turbulència del flux d'aigua dolça, i l'alçada i energia de l'onatge en el mar.

La salinitat i, per tant, la densitat, d'aigües oceàniques també varia al llarg del perfil de profunditat i d'una latitud a una altra (Figura 3). L'escalfament de les aigües superficials per la radiació solar afecta la distribució de la temperatura, salinitat i densitat en la columna d'aigua. Els valors que es registren d'aquests tres paràmetres en aigües superficials s'estenen aproximadament els primers 200 metres de profunditat (zona de barreja de l'oceà). A partir de ± 200 metres de profunditat es produeixen canvis ràpids en temperatura i salinitat que a la vegada repercuteixen en canvis ràpids en la densitat de l'aigua. Les zones de canvi ràpid es coneixen amb els noms de picnoclino (gradient densitat), haloclino (gradient de salinitat) i termoclino (gradient de temperatura). Hi ha també variacions significatives en els perfils verticals dels tres paràmetres abans esmentats, segons ens traslladem d'una àrea climàtica a una altra. Aquestes variacions en el perfil vertical entre latituds geogràfiques i les variacions al llarg del perfil de profunditat en una localitat impacten la fisiologia, reproducció, morfologia, distribució, diversitat i el comportament dels organismes superiors i microorganismes que habiten en l'ambient oceànic. Alhora, aquestes variacions generen canvis en altres propietats de l'aigua, afecten els patrons de circulació de masses d'aigües oceàniques i en conseqüència, afecten la translocació vertical de nutrients en la columna d'aigua i el moviment horitzontal del plàncton i nutrients.

#### Viscositat
La viscositat de l'aigua és un altre paràmetre afectat pels canvis en salinitat. La viscositat és afectada per dues variables: temperatura i salinitat. La viscositat de l'aigua augmenta amb la salinitat, però és més afectada per la disminució en temperatura.
Els canvis en viscositat de l'aigua poden afectar el desplaçament d'organismes, així com la sedimentació de material particulat i microorganismes sèssils. L'augment en densitat i viscositat de l'aigua generats per una disminució en temperatura i augments en la salinitat poden dificultar el moviment de microorganismes.

## Sistemes de classificació de les masses d'aigua segons la seva salinitat
Les aigües marines són les dels oceans, un altre terme per a elles és mars euhalines. La salinitat de les mars euhalines és de 30 a 35. Mars salobres o aigües salobres tenen la seva salinitat en el rang de 0,5 a 29 i les mars metahalines  des de 36 a 40. Aquestes mars es consideren com a talàssiques perquè la seva salinitat es deriva dels oceans i es defineixen com homoiohalines si la seva salinitat no varia gaire al llarg del temps (essencialment és constant). La taula de la dreta, modificada per Por (1972), segueix el "Sistema Venècia" (1959).
En contrast amb els ambients homoiohalins hi ha certs ambients poiquiilohalins (els quals poden ser també talàssics) on la variació de salinitat pot ser biològicament significativa. La salinitat de les aigües poiquilohalines pot estar en un rang des de 0.5 to a més gran de 300. La característica important d'aquestes aigües és que tendeixen a variar la seva salinitat de manera biològicament significativa segons les estacions de l'any o a una escala temporal equivalent.

## Diferents salinitats depenent de l'oceà o mar
En els mars de l'Hemisferi Nord es troba menor salinitat que al sud, a causa que els continents estan més propers i tenen major escorriment d'aigua dolça que els del Sud però tenint en compte la mitjana de cada oceà s'obté que al Pacífic és de 34.62 parts per mil, a l'Índic 34.76 i, finalment, a l'Atlàntic 34.90 parts per mil. La salinitat varia en direcció tant horitzontal com vertical i fins i tot en un mateix punt pot patir variacions en les diferents estacions de l'any. Els factors que fan canviar la salinitat són, en primer lloc, la temperatura, ja que si és elevada provoca una evaporació intensa i, per tant, un increment de salinitat resultant de la concentració de sals, en segon lloc, les aportacions d'aigua dolça, que per dilució, disminueix la salinitat.
D'aquí que, per regla general, es presenti una major salinitat a les zones tropicals que a les de latitud elevada. Amb les dades que s'han obtingut en mesurar les variacions de salinitat, els oceanògrafs químics van elaborar el Carta General de Salinitat per als diferents oceans del planeta, i en unir els punts d'igual salinitat establir unes corbes a què se'ls anomena isohalines, molt útils de conèixer per l'oceanografia, els corrents marins i l'aprofitament dels organismes en la pesca.
L'aigua de l'oceà té aproximadament un total del 3,5% de sal. Aproximadament un 90% d'aquesta sal és clorur de sodi, o sal de taula comú i corrent. A la taula, a continuació, apareixen la majoria de les sals dissoltes en les aigües dels oceans com ara: clor, sodi entre altres:
| Ions dissolts en aigua marina: |
| ------------------------------ |
| 55,3% Clorur                   |
| 30,7% Sodi                     |
| 3,7% Magnesi                   |
| 2,6% Sulfur                    |
| 1,2% Calci                     |
| 1,1% Potassi                   |

- En l'oceà Atlàntic, la salinitat més elevada es troba en les latituds tropicals localitzades entre els tròpics de Càncer i el de Capricorn, aconseguint més de 36 parts per mil, per tractar de zones on l'evaporació ocasionada pel sol és major durant tot l'any i les pluges són escasses. En l'Equador s'observa una concentració de sals més elevada, encara que menor a la de les zones tropicals pel fet que, si bé la temperatura es manté alta, les pluges, en canvi, són abundants.
- En les latituds altes de l'oceà Atlàntic, prop dels pols, la salinitat descendeix a 34 parts per mil, perquè en trobar la temperatura baixa, l'evaporació és feble hi ha més es presenta la fusió periòdica de les glaceres i, per tant, augmenta la quantitat d'aigua dolça, el que fa que baixi l'aigua de mar.
- Amb lleugeres variacions s'observa un comportament semblant a l'oceà Pacífic, i només es troba que la seva zona tropical és menys salada sense ultrapassar mai les 36 parts per mil. En l'oceà Índic les variacions també són mínimes.
- En els mars interiors, com els mediterranis, els golfs i les zones costaneres, la salinitat és molt variable, sent en les llacunes costaneres i els estuaris on presenten les variacions més intenses.
- En els mars interiors es poden registrar augments considerables, com en el Mar Roig, on les seves aigües superficials constitueixen les més salades del món, ja que passen de 40 parts per mil. Així mateix, el Golf Pèrsic té la seva aigua superficial amb una salinitat superior a 40 parts per mil.

De mitjana, als mars més coneguts hi ha les següents salinitats (en %)
| MAR                | SALINITAT (%) |
| ------------------ | ------------- |
| Mar Bàltic         | 0.1 - 1.0     |
| Golf de Bòtnia     | 0,5           |
| Mitjana            | 3.4 - 3.5     |
| Mar Mediterrani    | 3.6 - 3.9     |
| Mar dels Sargassos | 3.8           |
| Golf Pèrsic        | 4.0           |
| Mar Vermell        | 4.5           |

## Sals presents a l'aigua de mar
Poden ser agrupades en dues categories: 
Elements conservatius i elements no-conservatius. En el primer grup s'inclouen totes aquelles sals que presenten una concentració relativament constant en qualsevol ambient. Els elements no-conservatius presenten variacions en el seu concentració relativa de tipus temporal i espacial. Aquestes variacions responen majorment a la incorporació selectiva d'aquests elements per part dels components biòtics de l'ecosistema. Nitrogen (en forma de nitrats), fòsfor (en forma de fosfats) i el silici, resulten ser els elements no-conservatius més
importants de l'ambient marí. Nitrogen i fòsfor resulten ser nutrients essencials per a tot organisme i factors limitants de la productivitat primària en l'ambient marí, donada les seves baixes concentracions. La concentració de fòsfor i nitrogen en àrees costaneres que reben l'impacte d'activitats antropogèniques (ex. descàrregues d'aigües usades provinents d'indústries plantes de tractament de deixalles domèstics i municipals) pot ser relativament alts, donant marge a la contaminació i una alta taxa de productivitat primària en aquestes àrees. D'altra banda, el silici és un nutrient essencial per als fototrofs amb parets formades per silicats (Ex. diatomees) i per heteròtrofs amb cobertes o esquelets externs formades per silicats (radiolaris, silicoflagelados, esponges silícies). Aquest nutrient és, al seu torn, un factor limitant per a l'activitat fotosintètica de diatomees, donada la seva baixa solubilitat en aigua.
La majoria dels altres substàncies químiques que són essencials per als organismes vius (ex. Mg, Fe, Cu, I, Fl, B, Zn, Mn Co, Ni, Mo) no són considerades com a factors limitants en l'ambient marí, tot i que són presents en quantitats traces. Una excepció a aquesta norma el constitueix el vanadi.

## Consideracions medioambientals
La salinitat és un factor ecològic de considerable importància, influencia els tipus d'organismes que poden viure dins l'aigua. També influencia els tipus de plantes que creixen en la massa d'aigua o a la terra. Les plantes adapatades a les condicions salines són les halòfites. Els organismes (principalment bacteris) que poden viure en condicions molt salines es classifiquen específicament com extremòfils i halòfils. Un organisme que pot suportar un ampli rang de salinitats es diu eurihalí. L'aigua altament salina on cristal·litza la sal s'anomena salmorra. Treure la sal de l'aigua resulta car i el contingut de sals és important en la potabilitat de l'aigua. La circulació termohalina dirigeix el grau de salinitat dels oceans.

## Intrusions marines a aqüífers d'aigua dolça
El terme aqüífer fa referència a la formació geològica permeable, que permet emmagatzemar i transmetre l'aigua subterrània pels seus porus o esquerdes. Els aqüífers costaners presenten algunes peculiaritats que tenen una notable incidència en el seu règim hidrodinàmic, en la seva manera d'explotació, en els riscos potencials de contaminació i en les precaucions que cal prendre per a la seva conservació.
El caràcter de costaners posseeix la seva principal definició en què aquests aqüífers es troben en contacte directe amb el mar.
Cal destacar que els aqüífers costaners poden ser de naturalesa molt diversa, tant en roques consolidades (normalment aqüífers carbonatats) com no consolidades (aqüífers detrítics), i també, poden ser lliures, confinats o semiconfinats.
- Aqüífers lliures: aqüífers en els que el límit superior de la massa d'aigua forma una superfície real que està en contacte amb l'aire de la zona no saturada i, per tant, a pressió atmosfèrica (aquells que estan limitats pel nivell freàtic).
- Aqüífers confinats: formacions en les que l'aigua subterrània es troba entre dos capes impermeables i és sotmesa a una pressió diferent a l'atmosfèrica.
- Aqüífers semiconfinats: un aquifer semiconfinat és aquell en què l'estrat del sòl que el cobreix posseeix una permeabilitat significativament menor a la del mateix aqüífer, però sense arribar a ser impermeable.

Imatge d'un aqüífer

La intrusió marina és el procés de moviment temporal o permanent de l'aigua salada terra endins desplaçant l'aigua dolça, quant aquest procés és conseqüència de la disminució del flux d'aigua dolça cap al mar, degut a la intervenció humana, és a dir, a la intensa explotació de l'aqüífer per bombaments. És un procés essencialment contaminant i que deteriora grans volums d'aigua els quals experimenten un notable increment de la salinitat.

### Efecte de la salinització en aqüifers
En el cas dels aqüífers costaners, un dels processos de contaminació més freqüent és la salinització de les seves aigües per l'avanç de l'aigua de mar terra endins, fenomen que es coneix amb el nom d'instrusió marina. En aquests aqüífers costaners que aboquen les seves aigües directament al mar, es crea un estat d'equilibri entre el flux d'aigua dolça i el flux d'aigua salada, que només pateixen modificacions naturals a molt llarg termini degudes a canvis climàtics o moviments relatius de la terra i el mar.
Quan es modifiquen les condicions naturals, bé per increment del flux d'aigua dolça degut a fortes pluges o a recàrregues induïdes (recàrrega artificial, reg amb aigües superficials, etc.), o bé per la disminució d'aquest mateix flux degut essencialment a bombaments en l'aqüífer, l'equilibri aigua dolça-aigua salada, es desplaça en un o altre sentit.
En aquest últim cas, la intrusió marina es produeix quan les extraccions d'aigua subterrània provoquen la disminució del flux d'aigua dolça i l'aigua de mar envaeix el continent.
L'experiència demostra que una vegada es produeix l'augment de la salinitat, el procés evoluciona amb extrema rapidesa i el seu retorn a l'estat d'equilibri pot requerir molt de temps.
La fórmula física més simple de la intrusió d'aigua salada bé donada per la relació Ghyben-Herzberg:
z= (ρf/ρs-ρf)h ≈ 40h
Les plantes de bombament d'aigua dels pous costaners, o la construcció de canals de navegació o canals de petroli, força la intrusió d'aigua salada amb la consegüent salinització de l'aqüífer.
Els aqüífers situats a les zones de superfícies de regadiu semiàrides, corren el risc de salinització degut a les pèrdues inevitables d'aigua de reg, que es filtren pel sòl fins a arribar un altre cop a l'aqüífer, arrossegant totes les sals presents en els porus del sòl.
Sota la influència d'evaporació contínua, la concentració de sals a l'aigua de l'aqüífer pot augmentar contínuament i eventualment pot causar un problema ambiental.

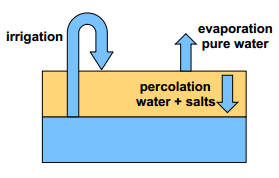
Efecte de la salinització

### Generalitats sobre la intrusió marina
Una característica fonamental dels aqüífers costaners, és la coexistència de dues fases fisicoquímiques diferents: aigua dolça i aigua salada. Són fluids de densitat, temperatura i viscositat diferent i, sens dubte, molt diferent composició química. Existeix un límit de separació entre ambdues, denominat interfase. La miscibilitat entre l'agua dolça i l'aigua salada no permet que aquesta interfase sigui neta, sinó que realment, es produeix una zona de mescla, de difusió o de transició que presenta una amplada variable que depèn fonamentalment de les variacions del nivell piezomètric (alçada de la superfície lliure de l'aigua sobre el nivell del mar), del gruix de l'aqüífer i de la permeabilitat de l'entorn costaner.
Segons aquesta premissa, i en situacions estacionàries normals, la massa d'aigua salada adquireix la forma de falca, recolzada a la base de l'aqüífer i amb el vèrtex dirigit terra endins (Figura 1). La separació, en el si de l'aqüífer, de l'aigua dolça i salada s'estableix mitjançant l'anomenada interfase que, degut a la seva miscibilitat entre ambdues fases aquoses, pot presentar una amplada variable, donant lloc a una zona de contacte, de mescla o de difusió.

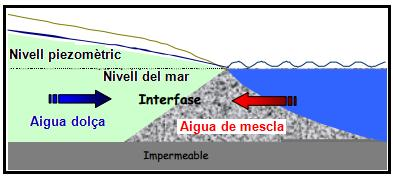
Figura 1: Representació de la intrusió marina

## Com determinar la salinitat
Tradicionalment s'ha estimat la salinitat d'ambients aquàtics mesurant la concentració de l'ió més abundant: l'ió clorur. La determinació de la concentració de l'ió clorur en aigua es coneix amb el nom de clorinitat. A partir de la determinació de clorinitat es pot calcular la salinitat d'un cos d'aigua utilitzant la següent expressió:
La clorinitat es pot determinar utilitzant el mètode argentométric. La concentració de l'ió clorur es determina titulant l'aigua amb una solució de nitrat de plata. El punt d'equivalència de la titulació es determina utilitzant cromat de potassi. Un altre mètode utilitzat en el passat és el mètode hidrométrico. En el mètode hidromètric la salinitat és determinada mesurant la gravetat específica de l'aigua amb un hidròmetre.
Cal corregir la mesura per la temperatura que registra la solució. La gravetat específica es converteix salinitat per mitjà de taules de densitat/salinitat. La gravetat específica d'una substància és la seva densitat relacionada a la densitat d'aigua pura.
Avui dia, quan calen determinacions de gran precisió, s'utilitzen mètodes basats en mesures de la conductivitat elèctrica o la densitat de l'aigua. El mètode de conductivitat elèctrica és el de major precisió, però respon només a soluts iònics. El mètode basat en determinacions de densitat, encara que és menys precís, respon a tots els soluts dissolts. La salinitat també pot ser estimada amb relativa facilitat, encara que amb poca precisió, utilitzant un refractòmetre.
Si pel contrari no es vol determinar la concentració clorur, si no que es vol determinar la concentració d'ions minoritaris s'ha de fer mitjançant uns elèctrodes selectius d'ions. Els elèctrodes selectius d'ions mesuren activitats iòniques. Com que normalment volem conèixer concentracions, no activitats, s'usen sovint sals per portar tots els patrons i mostres a una força iònica alta constant perquè el potencial de l'elèctrode estigui relacionat directament amb la concentració.
Les membranes són de tres tipus, d'acord amb el material que estan constituïdes: membrana de vidre, membrana en estat sòlid i matriu sòlida (intercanvi iònic líquid).